# Pangio bhujia
Pangio bhujia — вид коропоподібних риб родини в'юнових (Cobitidae). Описаний у 2019 році.

## Етимологія
«Bhujia» — індійська закуска у вигляді локшини з бобів Vigna aconitifolia.

## Поширення
Виявлений у підземних водах у штаті Керала на південному заході Індії.

## Опис
У виду повністю редуковані спинний і черевні плавці, і залишилось лише 3 промені у грудних плавцях та 6 променів в анальному плавці. Унікальною особливістю виду є також наявність 38 прекаудальних та 24 каудальних хребці.